# Велика Снітинка
Вели́ка Снітинка — село в Україні, у Фастівському районі Київської області. Населення становить ▼2750 осіб. У селі — понад 2,5 тисячі садиб.

## Історія
Історія заселення цих територій сягає кількох тисяч років, адже недалеко від озера Сорочий Брід, було знайдено майстерню, де давні люди обробляли оленячі роги. Сучасна назва села утворена від назви річки Снітки. У ній водилася риба, що мала давньоруську назву СНЄДЬ.
За даними Еріха Лясоти, 1597 року заснував село Снятинку в 1 польській милі від Фастова церковний та суспільно-політичний діяч Речі Посполитої, римо-католицький проповідник і публіцист, мислитель-гуманіст, письменник Йосиф Верещинський.

## Сьогодення
Колись територією протікала річка Снітка, тепер у її колишньому руслі утворилося 14 ставків. Вони сполучені невеликим струмком, який впадає в Унаву. Також за селом у болоті бере початок річка Стугна. Над озером Паліївщина за переказами стояла пасіка Семена Палія.

## Населення
Згідно з переписом УРСР 1989 року чисельність наявного населення села становила 2915 осіб, з яких 1331 чоловік та 1584 жінки.
За переписом населення України 2001 року в селі мешкало 2625 осіб.

### Мова
Розподіл населення за рідною мовою за даними перепису 2001 року:
| Мова       | Відсоток |
| ---------- | -------- |
| українська | 95,70 %  |
| російська  | 3,24 %   |
| вірменська | 0,30 %   |
| білоруська | 0,27 %   |
| молдовська | 0,23 %   |
| німецька   | 0,04 %   |
| інші       | 0,22 %   |

## Пам'ятки
У Великій Снітинці є старовинна церква — зразок архітектури козацької доби.
Метричні книги, клірові відомості, сповідні розписи церкви св. Миколая с. Велика Снітинка (приписні прис. Фастовець, Клехівка) XVIII ст. — Білоцерківської округі Київського нам., з 1797 р. Васильківського пов. Київської губ.; ХІХ ст. — Фастівської волості Васильківського пов. Київської губ. зберігаються в ЦДІАК України http://cdiak.archives.gov.ua/baza_geog_pok/church/vely_030.xml [Архівовано 10 грудня 2018 у Wayback Machine.]

## Люди
В селі народились:
- Кологойда Іван Гнатович — український письменник
- Петро Онищенко — керівник підпілля ОУН на Фастівщині, в'язень німецьких і радянських таборів[7]